# 2017年哲學
2017年的哲學事件

## 事件
- 奥诺拉·奥尼尔獲得2017年伯格魯恩獎（英语：Berggruen Prize）[1]
- 12月15-16日 – 罗格斯大学和纽约大学共同舉辦紀念德里克·帕菲特的會議

## 著作
- 11月8號 - 凱特·曼尼（Kate Manne）《聽話女孩：厭女的邏輯（英语：Down_Girl:_The_Logic_of_Misogyny）》[2]（牛津大学出版社）[3]

## 死亡
- 1月1日：德里克·帕菲特20世紀末和21世紀初最重要和最有影響力的倫理學家之一。 75歲，生於1942年。[4]
- 1月9日：齐格蒙·鲍曼 波蘭社會學家和哲學家。生於1925年，91歲[5]。
- 1月13日：馬克·費舍爾（英语：Mark_Fisher_(theorist)）英國作家，音樂記者和文化理論家，他最有影響力的作品於2009年的《資本主義現實主義：沒有別的選擇？（英语：Capitalist Realism: Is there no alternative?）》。生於1968年，48歲[6]。
- 2月1日：茨維坦·托多洛夫，保加利亞 - 法國歷史學家，哲學家，結構主義文學評論家，社會學家，散文家和地質學家。生於1939年，77歲。
- 2月17日： 汤姆·里根，美國哲學家，動物權利理論家。1938年出生，78歲。
- 3月14日：安德烈·托塞爾（英语：André_Tosel）法國馬克思主義哲學家。生於1941年，75歲[7][8]。
- 4月22日：休伯特·德雷福斯（英语：Hubert Dreyfus）加州大學伯克利分校哲學教授。生於1929年，87歲。
- 4月24日：罗伯特·梅纳德·波西格美國作家和哲學家。88歲，1928年出生。
- 5月15日：卡爾 - 奧托·阿佩爾（英语：Karl-Otto Apel）德國哲學家兼法蘭克福大學名譽教授。生於1922年，95 歲。
- 10月1日：伊斯特萬·梅薩羅斯（英语：István Mészáros (professor)）匈牙利出生的馬克思主義哲學家，蘇塞克斯大學名譽教授。1930年出生，86歲。
- 11月29日：杰瑞·福多美國哲學家和認識論學家。生於1935年，82歲。